# Maraye-en-Othe
Maraye-en-Othe (anticamente Maraia) è un comune francese di 505 abitanti situato nel dipartimento dell'Aube nella regione del Grand Est.

## Società

### Evoluzione demografica
Abitanti censiti